# Australutica
Australutica is een geslacht van spinnen uit de familie Zodariidae.

## Soorten
Het geslacht kent de volgende soorten:
- Australutica africana Jocqué, 2008
- Australutica manifesta Jocqué, 1995
- Australutica moreton Jocqué, 1995
- Australutica normanlarseni Jocqué, 2008
- Australutica quaerens Jocqué, 1995
- Australutica xystarches Jocqué, 1995